# Brugmansia × candida
A Brugmansia × candida a burgonyavirágúak (Solanales) rendjébe tartozó burgonyafélék (Solanaceae) családjában az angyaltrombita (Brugmansia) nemzetség egyik hibrid faja.

## Származása, elterjedése
Ősei Dél-Amerikából származnak; a nemzetség több faját már a 17. században sokfelé ültették látványos virágzata miatt. Az alapfajokat a világ számos trópusi, illetve mediterrán éghajlatú részére betelepítették, azokból hibrideket hoztak létre. A Brugmansia × candida meglehetősen gyakori a világ különböző trópusi, illetve szubtrópusi éghajlatú területein, egyebek közt a Hawaii-szigeteken is. Madeirán a sziget déli partvidékén meglehetősen gyakori, egyebek között a Quinta Vigia kertjében és a Palheiro Gardens botanikus kertben).

## Megjelenése, felépítése
Mintegy 4 méter magasra növő, kisebb fa, aminek fő látványosságai a mintegy 20 cm hosszú, tömegesen nyíló, trombita alakú, illatos virágok. A trombita szája felé haladva a sárga, illetve fehér sziromleveleken sötétebb pöttyök tűnnek fel. Fiatal levelei szőrösek, a szélük pedig fűrészes — idővel a szőrök lekopnak, a levél széle kisimul.
Minden része mérgez alkaloidákat tartalmaz; ezekből a B. candidában az egyéb angyaltrombita fajokban megszokottnál is több van.

## Életmódja
Trópusi növény lévén fagyérzékeny, ezért a Kárpát-medencében a szabadban nem telel át. Víz- és tápanyagigényes; a tápanyag utánpótlásáról rendszeresen gondoskodni kell. A közvetlen napfényt általában jól tűri, de félárnyékban tovább virágzik. Trópusi és szubtrópusi éghajlaton virágai egész évben nyílnak.

## Felhasználása
Kertészeti célokra, dísznövénynek nemesítették ki. Hajtásdugványról könnyen szaporítható.